# Distrito de Karcag
El distrito de Karcag (húngaro: Karcagi járás) es un distrito húngaro perteneciente al condado de Jász-Nagykun-Szolnok.
En 2013 tiene 43 152 habitantes. Su capital es Karcag.

## Municipios
El distrito tiene 3 ciudades (en negrita), un pueblo mayor (en cursiva) y un pueblo (población a 1 de enero de 2012):
- Berekfürdő (1010)
- Karcag (19 980) – la capital
- Kenderes (4647)
- Kisújszállás (11 367)
- Kunmadaras (5295)